# Lepadogaster purpurea
Lepadogaster purpurea är en fiskart som först beskrevs av Bonnaterre, 1788.  Lepadogaster purpurea ingår i släktet Lepadogaster och familjen dubbelsugarfiskar. Inga underarter finns listade i Catalogue of Life.